# Mecynotarsus feminus
Mecynotarsus feminus is een keversoort uit de familie snoerhalskevers (Anthicidae). De wetenschappelijke naam van de soort is voor het eerst geldig gepubliceerd in 1966 door Buck.